# Samsung Heavy Industries
Samsung Heavy Industries ali samo SHI (korejsko 삼성중공업) je eno izmed največjih ladjedelniških podjetij na svetu in eno od »Velikih treh« ladjedelničarjev Južne Koreje. Proizvaja tudi vetrne turbine, opremo za elektrarne, dvigala in drugo težkoindustrijsko opremo. SHI ima 13226 zaposlenih.
Ladjedelnica Geoje je ena izmed največjih na svetu in najdejavnejša. Največji suhi dok je dolg 640 metrov, širok 97,5 metra in 13 metrov globok. Geoje ima tri suhe doke in pet plavajočih. 
SHI proizvaja velike transportne ladje, kot so tankerji, supertankerji, tankerji LNG, kontejnerske ladje, ladje za vrtanje naftnih vrtin, ploščadi FPSO in v zadnjem času tudi velike potniške ladje.
SHI je bil ustanovljen leta 1974, ko so odprli tovarno Changwon. Kasneje so zgradili ladjedelnico Geoje in se združili s Daesung Heavy Industries.